# Bian Xi
Bian Xi (død 200) er en fiktiv person i Luo Guanzhongs historiske roman Beretningen om de tre kongedømmer fra det 14. århundrede.